# Diaphanosoma brachyurum
Diaphanosoma brachyurum är en kräftdjursart som först beskrevs av Liévin 1848.  Diaphanosoma brachyurum ingår i släktet Diaphanosoma och familjen Sididae. Det är osäkert om arten förekommer i Sverige. Inga underarter finns listade i Catalogue of Life.